# 黃腹低紋鮨
黃腹低紋鮨，為輻鰭魚綱鱸形目鱸亞目鮨科的其中一種，分布於中西大西洋區，包括巴哈馬群島、維京群島、大安地列斯群島、巴拿馬等海域，棲息深度3-15公尺，本魚有兩種顏色體態，一種為背部褐色，腹部黃色，除背鰭為褐色外，其餘各鰭為黃色或黃褐色，頭部褐色，尾柄有一黑點；另一種背部為藍色或褐色，體長可達13公分，棲息在珊瑚礁區，為底棲性魚類，單獨活動，屬肉食性，以甲殼類為食。